# 塞日 (卢瓦-谢尔省)
塞日（法語：Seigy，法語發音：[sɛʒi]）是法国卢瓦-谢尔省的一个市镇，位于该省南部，属于罗莫朗坦-朗特奈区。

## 地理
塞日（47°15'16"N, 1°23'53"E）面积8.18 平方千米，位于法国中央-卢瓦尔河谷大区卢瓦-谢尔省，该省份为法国中北部省份，北起厄尔-卢瓦省，东北接卢瓦雷省，东南接谢尔省，南至安德尔省，西南接安德尔-卢瓦尔省，西北接萨尔特省。
与塞日接壤的市镇（或旧市镇、城区）包括：沙托维约、库菲、谢尔河畔努瓦耶、圣艾尼昂。

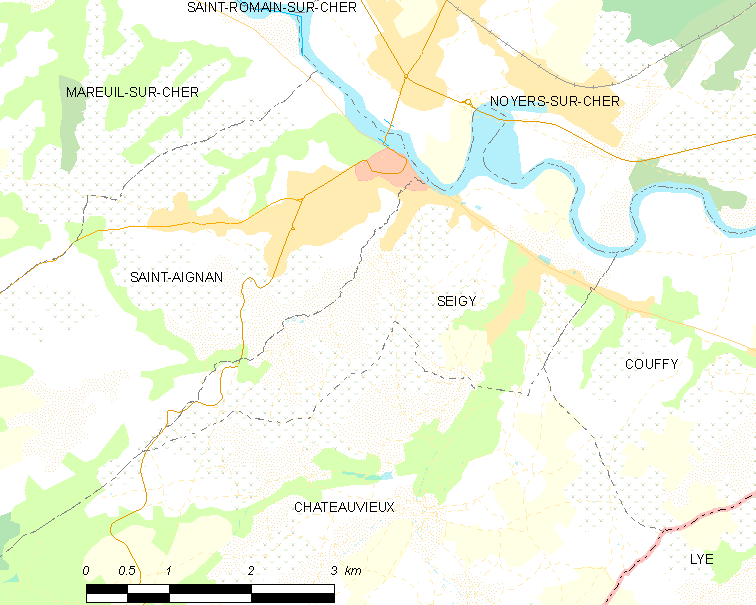
的OSM定位图

塞日的时区为UTC+01:00、UTC+02:00（夏令时）。

## 行政
塞日的邮政编码为41110，INSEE市镇编码为41239。

## 政治
塞日所属的省级选区为圣艾尼昂县。

## 人口

1962-2008年间人口变化图示

塞日于2022年1月1日时的人口数量为982人。